# 알프레트 요들
알프레트 요제프 페르디난트 요들(독일어: Alfred Josef Ferdinand Jodl, 1890년 5월 10일 ~ 1946년 10월 16일)은 독일의 군인이다.

## 생애
뮌헨의 사관학교를 졸업한 뒤 1903년부터 포병 장교로 임관했고, 1차대전 중에는 서부전선에서 전투에 참가했다. 1917년에는 잠시 동부전선에 배속되었고, 이후 다시 서부전선에서 참모 장교로 근무했다.
종전 후 바이마르 공화국 시대에도 계속 군직을 유지했고, 공화국 말기에는 루트비히 베크 장군의 후원으로 소령이 되었다. 1938년에는 독일 국방군 총사령부의 작전 과장을 맡았고, 2차대전 직전에 소장으로 승진했다. 전쟁 초기에는 덴마크와 노르웨이 침공 계획을 입안했고, 해당 작전들의 성공으로 대장이 되었다.
1941년 독소전쟁 개전 후에는 히틀러의 불합리한 작전 지시와 명령에 대해 반대 입장을 들어 격론을 벌이기도 했으나,상관인 빌헬름 카이텔과 함께 소련군 정치위원에 대한 무차별 사살을 용인하는 정치위원 명령과 연합군 특공대의 포로 자격 박탈을 골자로 하는 특공대 명령 등 교전 수칙을 위반하는 명령서에 서명하기도 했다.
1944년 히틀러 암살미수 사건 때는 현장에서 가벼운 부상을 입었고, 반란군에 대한 신속한 초동 조치를 취해 히틀러로부터 특별 상이 기장을 수여받기도 했다. 베를린 공방전 때도 베를린에 남아 작전을 지휘했으나, 패전 직전 플렌스부르크의 되니츠 내각으로 피신했다.
이후 되니츠의 특명을 받아 동부전선의 잔류 부대가 서방 연합군에 항복할 시간을 벌도록 휴전을 지연시키는 역할을 맡았으나, 연합군에 의해 간파되어 5월 7일에 프랑스 렝의 연합군 사령부에서 무조건 항복 문서에 서명했다. 그러나 이 서명문은 소련 정부의 공식 허가를 얻지 않았다는 이유로 임시 항복 문서로 취급되었고, 다음날 베를린에서 빌헬름 카이텔이 서명한 문서가 정식 항복 문서로 채택되었다.
항복 후 플렌스부르크의 되니츠 내각에 잔류해 있었으나, 5월 23일에 연합군에 의해 내각 구성원 전체가 체포되면서 전쟁범죄자로 구속되었다. 이후 뉘른베르크 재판에서 재판 당시 소련의 반대로 군인으로 인정하지 않는다는 뜻으로 군복의 계급장.서훈도 전부 강제탈거되었으며, 재판에서는 군인으로서 명령에 따라 행동했다고 주장했으나 받아들여지지 않았고, 모든 기소 항목에 대한 유죄가 인정되었고 형량은 무기징역이면 족하고 사형만은 지나치다는 입장이였으나 소련이 코미싸르 명령 책임자라는 이유와 1941년 바르사로바 작전 당시 요들이 소련군 포로에 대한 대량 학살을 관여 한 혐의를 추궁 받았고,이는 1941년 6월부터 12월까지 소련군 200만명이 포로가 되었는데 적어도 60만명이 사망한 것으로 알려져 있고 이들중 상당수는 독일군의 즉결처분에 의해 사살되었기 때문에 요들이 추궁을 받았다. 요들은 "걷지 못하는 자가 아니라 걷지 않으려고 하는 자를 사살했을 뿐이다"라고 자신을 변호했으나, 당시 수십만명의 소련군 포로가 즉결처형으로 사망했기 때문에 소련 측은 강하게 사형을 주장해 결국 사형을 선고받았다. 요들은 상관이었던 카이텔과 마찬가지로 총살형을 요구했으나, 소련측 수석 판사인 이오나 니키첸코 육군소장의 반대로 결국 계급장과 서훈.훈장이 달리지 않은 군복차림으로 교수형으로 집행되었다.
사후 1953년에는 뮌헨 법정에서 요들의 미망인이 제기한 명예 회복 소송의 결과 모든 기소 항목에 대한 무죄가 선언되었으나, 며칠 뒤 미국 정부의 반대에 부딪혀 번복되었다. 이를 두고 미국의 월권 행위인지 서독의 오심인지를 놓고 논란이 빚어졌으나, 결국 무죄 선언을 번복한 재판부의 결정이 뒤집히지는 않았다.

### 참고 문헌
- “Defendants in the Major War Figures Trial”. University of Missouri-Kansas City: School of Law. 2009년 5월 20일에 원본 문서에서 보존된 문서.
- 〈Alfred Jodl | German general〉. 《Encyclopedia Britannica》. 2018년 2월 10일에 확인함.
- “Alfred Jodl”. 《Alfred Jodl Second World War》. 2020년 1월 14일에 확인함.
- “VG München, Urteil vom 26. März 2019 – M 12 K 18.1936” [Administrative court Munich, judgment of 26 March 2019] (독일어). Bayerische Staatkanzlei. 2019년 4월 16일에 원본 문서에서 보존된 문서. 2020년 8월 25일에 확인함.
- “Los argumentos de la defensa de ALFRED JODL en los juicios de Nuremberg”. 《tercer-reich.com》 (스페인어). 2011년 3월 23일. 2018년 11월 30일에 원본 문서에서 보존된 문서. 2020년 12월 7일에 확인함.
- “Streit über Gedenkstein: Familie von NS-Kriegsverbrecher darf Scheingrab behalten” [Disputed memorial stone: family of war criminal allowed to keep gravestone] (독일어). Der Spiegel, (newspaper). 2019년 4월 8일. 2020년 8월 25일에 확인함.
- “Das Jodl-Kreuz auf der Fraueninsel kommt weg - Grab bleibt bestehen” [Jodl's cross on the Fraueninsel to be removed, grave will remain] (독일어). Passauer Neue Pressee, (newspaper). 2018년 2월 23일. 2018년 7월 10일에 원본 문서에서 보존된 문서. 2020년 8월 24일에 확인함.
- Buchheim, Eveline; Futselaar, Ralf (2014). 《Under Fire: Women and World War II: Yearbook of Women's History/Jaarboek voor Vrouwengeschiedenis 34》. Uitgeverij Verloren. ISBN 978-90-8704-475-6.
- Crowe, David M. (2013). 《Crimes of State Past and Present: Government-Sponsored Atrocities and International Legal Responses》. Routledge. ISBN 978-1317986829.
- Davidson, Eugene (1997). 《The Trial of the Germans: An Account of the Twenty-two Defendants Before the International Military Tribunal at Nuremberg》. University of Missouri Press. ISBN 0-8262-1139-9.
- Darnstädt, Thomas (2005년 9월 13일). “Ein Glücksfall der Geschichte”. 《Der Spiegel》. 14호.
- Görlitz, Walter (1989). 〈Keitel, Jodl and Warlimont〉.   Barnett, Correlli. 《Hitler's Generals》. London: Weidenfeld and Nicolson. ISBN 978-0802139948.
- Heiber, Helmut; Glantz, David M., 편집. (2004). 《Hitler and his generals. Military Conferences 1942–1945》. New York: Enigma Books. ISBN 1-929631-28-6.
- Jodl, Alfred (1946). 〈A Short Historical Consideration of German War Guilt〉.   Office of United States Chief of Counsel For Prosecution of Axis Criminality. 《Nazi Conspiracy and Aggression, Volume VIII》 (PDF). Washington: U.S. Government Printing Office.
- Manvell, Roger; Fraenkel, Heinrich (2011) [1962]. 《Goering: The Rise and Fall of the Notorious Nazi Leader》. London: Skyhorse. ISBN 978-1-61608-109-6.
- Maser, Werner (2005). 《Nürnberg: Tribunal der Sieger》 [Nuremberg: Trial of Victors] (독일어). Verlag Antaios. ISBN 978-3-935063-37-1.
- O'Keeffe, William J. (2013). 《A Literary Occupation: Responses of German writers in service in occupied Europe》. Amsterdam: Rodopi. ISBN 978-9042037700. 2018년 12월 1일에 확인함.
- Overy, Richard J. (2001). 《Interrogations: The Nazi Elite in Allied Hands, 1945》. New York: Viking. ISBN 978-0-670-03008-8.
- Scherzer, Veit (2007). 《Die Ritterkreuzträger 1939–1945 Die Inhaber des Ritterkreuzes des Eisernen Kreuzes 1939 von Heer, Luftwaffe, Kriegsmarine, Waffen-SS, Volkssturm sowie mit Deutschland verbündeter Streitkräfte nach den Unterlagen des Bundesarchives》 [The Knight's Cross Bearers 1939–1945 The Holders of the Knight's Cross of the Iron Cross 1939 by Army, Air Force, Navy, Waffen-SS, Volkssturm and Allied Forces with Germany According to the Documents of the Federal Archives] (독일어). Jena, Germany: Scherzers Militaer-Verlag. ISBN 978-3-938845-17-2.
- Scheurig, Bodo (1997). 《Alfred Jodl. Gehorsam und Verhängnis》. Berlin: Propyläen. ISBN 3-549-07228-7.
- Sereny, Gitta (1995). 《Albert Speer: His Battle with Truth》. New York: Knopf. ISBN 0-394-52915-4.
- Shepherd, Ben (2016). 《Hitler's Soldiers: The German Army in the Third Reich》. Yale University Press. ISBN 9780300179033.
- Shirer, William (1990). 《The Rise and Fall of the Third Reich: A History of Nazi Germany》. Simon & Schuster. ISBN 0-671-72868-7.
- Thomas, Franz (1997). 《Die Eichenlaubträger 1939–1945 Band 1: A–K》 [The Oak Leaves Bearers 1939–1945 Volume 1: A–K] (독일어). Osnabrück, Germany: Biblio-Verlag. ISBN 978-3-7648-2299-6.
- Tofahrn, Klaus W. (2008). 《Das Dritte Reich und der Holocaust》 (독일어). Peter Lang GmbH. ISBN 978-3631577028. 2019년 10월 8일에 확인함.